# 孤独の向こう
『孤独の向こう』（こどくのむこう）は、平原綾香の15枚目のシングル。

## 解説
NHKドラマ『トップセールス』の主題歌。

## 収録曲
1. 孤独の向こう
作詞・作曲：川江美奈子/編曲：藤井理央
2. 一番星
作詞・作曲・編曲：平原綾香 / ストリングスアレンジ：藤井理央
3. 孤独の向こう〜Vocal-less Track〜

## 楽曲の収録アルバム
孤独の向こう
- 『Path of Independence』

一番星
- 『Path of Independence』